# Buket Tiga
Buket Tiga is een bestuurslaag in het regentschap Aceh Timur van de provincie Atjeh, Indonesië. Buket Tiga telt 986 inwoners (volkstelling 2010).